# Ernest Dowson
Ernest Christopher Dowson (2 de agosto de 1867 – 23 de fevereiro de 1900) foi um poeta, romancista e contista inglês, frequentemente associado ao decadentismo.

## Obras

### Livros
- A comedy of masks: a novel (1893) Com Arthur Moore.
- Dilemmas, stories and studies in sentiment (1895)
- Verses (1896)
- The Pierrot of the minute: a dramatic phantasy in one act (1897)
- Decorations in Verse and Prose (1899)
- Adrian Rome (1899) Com Arthur Moore.
- Cynara: a little book of verse (1907)
- Studies in sentiment (1915)
- The Poems and Prose of Ernest Dowson, With a Memoir by Arthur Symons (1919)
- Letters of Ernest Dowson (1968)
- Collected shorter fiction (2003)